# Tobias Werner
Tobias Werner est un footballeur allemand, né le 19 juillet 1985 à Gera. Il évolue au poste de milieu offensif.

## Biographie
Werner a joué pour le club local SV Gera. En 1998, il est transféré au FC Carl Zeiss Iéna, où il est resté pendant six ans. En 2004, il rentre dans l'équipe première, dans laquelle il joue 90 matchs et marque 12 buts pendant une période de quatre ans. Ses bonnes prestations ont attiré l'attention de plusieurs clubs allemands et grâce à cela il signe un contrat avec le FC Augsbourg en 2008. À ce moment-là Augsbourg joue en deuxième division allemande. Plus tard son club est promu parmi l'élite.
Werner a fait ses débuts en Bundesliga le 6 août 2011. Il a joué 82 matchs et a marqué 13 buts pour le club.  Tobias a prolongé son contrat avec le club, d'abord jusqu'à 2012 et ensuite jusqu'à 2014. À l'heure actuelle il est un joueur clé.
Le 3 août 2016, il signe au VfB Stuttgart et portera le maillot 17.

## Palmarès
- VfB Stuttgart :
  - Champion de 2. Bundesliga en 2017

## Statistiques
| Saison    | Club            | Pays              | Championnat        | Coupes nationales | Coupe d'Europe |
| --------- | --------------- | ----------------- | ------------------ | ----------------- | -------------- |
| 2005-2006 | Carl Zeiss Iéna | Regionalliga Nord | 32 matchs / 1 but  | 1 match           | -              |
| 2006-2007 | Carl Zeiss Iéna | 2.Bundesliga      | 27 matchs / 3 buts | 1 match           | -              |
| 2007-2008 | Carl Zeiss Iéna | 2.Bundesliga      | 31 matchs / 8 buts | 5 matchs / 2 buts | -              |
| 2008-2009 | FC Augsburg     | 2.Bundesliga      | 32 matchs / 6 buts | 2 matchs          | -              |
| 2009-2010 | FC Augsburg     | 2.Bundesliga      | 7 matchs / 1 but   | 1 match           | -              |
| 2010-2011 | FC Augsburg     | 2.Bundesliga      | 21 matchs / 5 buts | 3 matchs          | -              |
| 2011-2012 | FC Augsburg     | Bundesliga        | 21 matchs / 1 but  | 3 matchs          | -              |
| 2012-2013 | FC Augsburg     | Bundesliga        | 30 matchs / 6 buts | 3 matchs          | -              |
| 2013-2014 | FC Augsburg     | Bundesliga        | 31 matchs / 9 buts | 2 matchs          | -              |
| 2014-2015 | FC Augsburg     | Bundesliga        | 31 matchs / 8 buts | 1 match           | -              |
| 2015-2016 | FC Augsburg     | Bundesliga        | 13 matchs / 0 buts | 1 match           | 5 matchs       |

Dernière mise à jour le 3 août 2016